# Pejkovići (Foča, BiH)
Pejkovići su naseljeno mjesto u općini Foča, Republika Srpska, BiH. Popisano je kao samostalno naselje na popisu 1961., a na kasnijim popisima ne pojavljuje se, jer je 1962. pripojeno Bastasima (Sl.list NRBiH, br.47/62).
Nalaze se na desnoj strani rijeke Drine.

## Stanovništvo
| Narod     | Popis 1961. |
| --------- | ----------- |
| Hrvati    |             |
| Muslimani |             |
| Srbi      | 126         |
| ostali    | 1           |
| Ukupno    | 127         |